# 生康乡
生康乡，是中华人民共和国四川省甘孜藏族自治州甘孜县下辖的一个乡镇级行政单位。

## 行政区划
生康乡下辖以下地区：
然达底村、学巴底村、巴学底村、生康村、白日村、仲若村、德西顶村、达瓦贡村、门洛村、丹果村、巴瓦村、仲柯村和莫穷村。